# 五百らかん寺さゞゐどう
「五百らかん寺さゞゐどう」（ごひゃくらかんじさざいどう）は、葛飾北斎の名所浮世絵揃物『冨嶽三十六景』全46図中の1図。落款は「前北斎為一筆」とある。

## 概要
本作品は三大禅宗のひとつ、黄檗宗が亀戸村に建立した寺院である五百羅漢寺堂内に寛保元年（1741年）に築かれたさざい堂（三匝堂）からの富士山の景観を描いたものである。三層から成る螺旋構造の通路が巻貝のサザエに似ていることから名付けられたさざい堂は、最上階からの眺望が話題となり江戸の町における名所のひとつとなっており、河村岷雪の『百富士』などでも紹介されていた。
北斎は本作品の中で実際の景観と意図的に変えることで富士山に注目させるための仕掛けを複数仕込んでいる。ひとつは境内から富士山までの空間に存在した余計な建造物の一切を排除することで、遠方の富士山に視線を集中させるよう配慮されていること、次に屋根の軒先に吊るされた風鐸を中央に配置し、自然と富士山へ視線誘導されるような構図になっているほか、回廊の幅を屋根よりも広く取ることで複数の観覧者を置き、その視線、板目、屋根の梁などの全ての消失点を富士山に集中させることで、透視図法を応用した富士山までの視線強化が行われている。